# Benoît Laprise
Pour les articles homonymes, voir Laprise.
Benoît Laprise, né le 16 juillet 1932, est un agriculteur et homme politique québécois. Il est député de la circonscription de Roberval de 1994 à 2003, sous la bannière du Parti québécois.

## Biographie
D'abord conseiller municipal de la Ville de Saint-Félicien de 1981 à 1983 et maire de cette ville de 1983 à 1994. Il est également le député du Parti québécois de Roberval de 1994 à 2003.
Benoît Laprise travaille sur la ferme familiale avant de devenir technicien agricole au ministère de l'Agriculture, des Pêcheries et de l'Alimentation de 1968 à 1994.
De 1960 à 1964, il est vice-président régional, puis président de 1964 à 1970, de l'Union catholique des cultivateurs. Il est également le fondateur de l'Exposition agricole de Saint-Félicien, en plus d'en assurer la présidence pendant quelques années.
Il est conseiller municipal à Saint-Félicien de 1981 à 1983, puis maire de cette ville de 1983 à 1994. De 1993 à 1994, il est préfet suppléant de la municipalité régionale de comté du Domaine du Roy.
Il se présente comme candidat du Parti québécois dans Roberval en 1994. Il est élu, puis réélu en 1998. Pendant son deuxième mandat, il est whip adjoint du gouvernement de mars 1999 à mars 2001, adjoint parlementaire au ministre de la Sécurité publique de mars 2001 à mars 2002 et au ministre de l'Agriculture, des Pêcheries et de l'Alimentation de 2002 à 2003. Il ne s'est pas représenté en 2003.
Benoît Laprise est membre du conseil d'administration (section Saint-Félicien), président puis membre du conseil national de l'Association québécoise de défense des droits des personnes retraitées et préretraitées (AQDR).
Il est administrateur au sein du conseil d'administration de l'Amicale des anciens parlementaires du Québec, de 2003 à 2005.

## Distinctions et prix
En 2010, il est décoré de la médaille du lieutenant-gouverneur. Il a également reçu l'Ordre de la Société des Vingt-et-Un le 11 juin 2015 et un diplôme de la Ville de La Baie à titre de bâtisseur.